# Zakliczyn (gmina)
La gmina de Zakliczyn (prononcé en polonais : /zaˈklʲit͡ʂɨn/) est une gmina mixte du powiat de Tarnów, Petite-Pologne, dans le sud de Pologne. Son siège est la ville de Zakliczyn, qui se situe environ 25 km au sud-ouest de Tarnów et 68 km à l'est de la capitale régionale Cracovie.
La gmina couvre une superficie de 122,55 km2 pour une population de 12 242 habitants.

## Géographie
Outre la ville de Zakliczyn, la gmina inclut les villages de Bieśnik, Borowa, Charzewice, Dzierżaniny, Faliszowice, Faściszowa, Filipowice, Gwoździec, Jamna, Kończyska, Lusławice, Melsztyn, Olszowa, Paleśnica, Roztoka, Ruda Kameralna, Słona, Stróże, Wesołów, Wola Stróska, Wróblowice, Zawada Lanckorońska et Zdonia.
La gmina borde les gminy de Ciężkowice, Czchów, Dębno, Gródek nad Dunajcem, Gromnik, Korzenna, Pleśna et Wojnicz.